# Linnar Priimägi
Linnar Priimägi, född 29 mars 1954 i Tallinn, är en estnisk konsthistoriker, journalist, litterär kritiker, poet och skådespelare.
Han tog examen i filologi från Tartu universitet, med en master vid Estlands konstakademi och vidare doktorsavhandling vid Tallinns universitet.
Priimägi är docent vid Tallinns universitet. Han har undervisat i tyska, konsthistoria och litteraturkritikens teori vid Tartu universitet, i filosofins historia vid Estlands musik- och teaterakademi, samt i kulturhistoria vid både Tallinns pedagogiska universitet och Tallinns universitet. 

## Filmografi
- 1973 Tavatu lugu (roll: klassorganisatör)
- 1980 Jõulud Vigalas (roll: baron Uexküll)
- 1997 Minu Leninid (roll: Romberg, tysk ambassadör)
- 2007 Jan Uuspõld läheb Tartusse (roll: filolog Linnar)
- 2009 Mis su nimi on? (roll: Linnar Priimägi)
- 2017 November (roll: kratt Joosep (röst))